# 雄城神社
雄城神社（おぎじんじゃ）は、大分県大分市大字玉沢の雄城台に鎮座する神社（八幡宮）。法人名は八幡社（はちまんしゃ）。境内地は大分県立大分雄城台高等学校（雄城高）敷地南端にあたる。

## 祭神
誉田別尊（八幡神）を祀る。鎮西八郎為朝公（ちんぜいはちろうためともこう）を祀るとの伝えもある。

## 由緒
九州に追放された源為朝が雄城台に築城するとともに創祀したとも為朝の城址に里人がその霊を祀り八幡を配祀したともいう。因みに「雄城」の地名はこの為朝の居城に因るという。また為朝については、雄城台から南方4キロ程隔たった霊山に棲む鬼と技を競い、霊山山頂から為朝の射た鏑矢が突き刺さったという石が雄城高の内庭にあり、矢の痕がある為に「矢跡石」とも「為朝の石」とも呼ばれている。
南西やや下った地にある雄城公民館には、為朝が開いたとも永正年中（16世紀初頭）の開創ともいう大雄山常済寺という寺院があったが、これが当神社の神宮寺乃至は別当寺であった可能性があり、雄城公民館には為朝の位牌が祀られている。
明治6年（1873年）に村社に列した。平成9年（1997年）6月に近在の石祠を移祀している。

## 境内
天神社、八坂社他の小石祠がある。境内樹林は「雄城神社の森」として大分市の名木（樹林の部）の指定を受けている（昭和49年（1974年）2月1日指定）。

## 雑事
雄城高の体育行事には為朝伝説を意識した為朝合戦という団体競技がある。平成14年（2002年）公開の映画『なごり雪』のロケ地となった。

## 交通
大分バスで雄城台高校入口下車。雄城坂を上り、雄城高正門に向かって左に位置する。